# ブランド戦略研究所
ブランド戦略研究所は、ブランド戦略を軸に、Webサイトに関する調査・ コンサルティングサービスを提供している会社。現在はトライベック・ストラテジーの傘下にいる。